# Joué-l'Abbé
Joué-l'Abbé là một xã thuộc tỉnh Sarthe trong vùng Pays-de-la-Loire tây bắc nước Pháp. Xã này nằm ở khu vực có độ cao từ 52-95 mét trên mực nước biển.